# De blauwe groentjes
De blauwe groentjes is het 7de album uit de stripreeks De Blauwbloezen. Het werd getekend door Willy Lambil en het scenario werd geschreven door Raoul Cauvin. Het album werd uitgegeven in 1975.

## Verhaal
Na een voorval met kapitein Stark worden sergeant Chesterfield en Blutch overgeplaatst naar de infanterie. Door een zuidelijke stelling te vroeg aan te vallen worden beide mannen opnieuw overgeplaatst. Deze keer naar de artillerie waar Chesterfield samen met Blutch een eigen kanon krijgen, alleen loopt dit weer uit de hand omdat ze op hun eigen loopgraven schieten. Nu worden ze ingezet als hospitaaldragers. Als dit onderdeel nu ook mocht mislukken, zou er voor hen geen toekomst meer zijn binnen het leger. Het mislukt inderdaad nadat ze een zuidelijke soldaat in het hospitaal afleveren. Als laatste redmiddel worden de twee geplaatst bij de zeemacht. Als het schip eenmaal vergaat mede door hun schuld, weten ze uiteindelijk toch nog iets goeds te doen en mogen ze als beloning terugkeren naar de cavalerie.

## Personages in het album
- Blutch
- Cornelius Chesterfield
- Kapitein Stark
- Generaal Curdland